# Tratado de Nonsuch
O Tratado de Nonsuch foi assinado em 10 de agosto de 1585 por Elizabeth I da Inglaterra e os rebeldes holandeses que lutavam contra o domínio espanhol. Foi o primeiro tratado internacional assinado pelo que viria a ser a República Holandesa. Foi assinado no Nonsuch Palace, na Inglaterra.

## Termos
O tratado foi provocado pela assinatura do Tratado de Joinville em 1584 entre Filipe II da Espanha e a Liga Católica em que Filipe II prometia financiar a Liga.
Elizabeth I concordou em fornecer 6 400 soldados de infantaria e 1 000 de cavalaria (que seriam liderados por Robert Dudley, o 1º Conde de Leicester) que inicialmente pretendiam ser uma forma de levantar o cerco de Antuérpia, com um subsídio anual de 600 000 florins, cerca de um quarto do custo anual da revolta. Como garantia dessa assistência, os holandeses entregariam Brill e Flushing à Inglaterra, que guarneceriam às suas próprias custas.
O tratado concedeu a Elizabeth o direito de nomear dois conselheiros para o Conselho de Estado das Províncias Unidas.
Elizabeth rejeitou o título de General das Províncias, oferecido a ela no tratado.

## Resultado
Felipe II viu o tratado como uma declaração de guerra contra ele por Elizabeth I, e a Guerra Anglo-Espanhola é convencionalmente considerada como tendo começado neste ponto. Três anos depois, lançou a Armada Espanhola e tentou invadir e conquistar a Inglaterra. Os recursos gastos por Filipe na Armada (10 milhões de ducados) sem dúvida desviaram recursos significativos do combate à revolta holandesa. Cerca de 110 milhões de ducados foram gastos na campanha parcialmente bem-sucedida contra a revolta ressurgente.
O Tratado de Nonsuch foi renovado e alterado pelo Tratado de Westminster de 6/16 de agosto de 1598 entre os Estados Gerais e o Conselho Privado em nome de Elizabeth.